# Russie au Concours Eurovision de la chanson 2017
La Russie était l'un des quarante-trois participants prévus au Concours Eurovision de la chanson 2017 à Kiev en Ukraine. La chanteuse Ioulia Samoïlova avait été sélectionnée pour représenter le pays, mais étant interdite d'entrée sur le territoire ukrainien, le pays se retire finalement.

## Sélection de la chanteuse et retrait
Le pays a annoncé sa participation le 31 octobre 2016.
Le 13 mars 2017, le lendemain de l'annonce faite par le diffuseur russe VGTRK que Ioulia Samoïlova représenterait la Russie au Concours, un communiqué annonce que les autorités ukrainiennes enquêtent sur le cas de la chanteuse, en raison d'un concert donné en Crimée en 2015. Étant entrée directement depuis la Russie alors que les lois indiquent que seul l'accès via le territoire ukrainien est autorisé, la sanction étant l'interdiction d'entrer sur le territoire pour plusieurs années. Le choix de Ioulia Samoïlova est vu, par les autorités ukrainiennes, comme un choix délibérément politique voulant instiguer une polémique et comme une provocation, ce que les Russes nient.
C'est le 22 mars 2017 que le Service de sécurité d'Ukraine (SBU) annonce que Ioulia Samoïlova est interdite d'entrée en Ukraine pour une durée de trois ans en raison de son voyage illégal en Crimée. L'UER, restée jusqu'alors en retrait, annonce qu'elle continuerait d'assurer que tous les participants puissent interpréter leurs chansons, ainsi que la déception causée par cette décision qui va « à l'encontre de l'esprit du Concours et de la notion d'inclusion au cœur de ses valeurs ».  
Le 23 mars 2017, l'UER propose que la participante russe participe au Concours en interprétant sa chanson via une liaison satellite, solution que le diffuseur russe rejette, car allant à l'encontre des règles du Concours, obligeant de se produire en direct sur scène. Deux jours plus tard, le 25 mars 2017, l'UER propose aux autorités ukrainiennes de repousser le bannissement de la candidate russe après le Concours.
Le 29 mars 2017, la directrice générale de l'UER Ingrid Deltenre qualifie le bannissement de Ioulia d' « absolument inacceptable », allant même jusqu'à menacer l'Ukraine, pays hôte, d'exclusion de la compétition, via une lettre adressée au Premier ministre ukrainien, Volodymyr Hroïsman.
Le 4 avril 2017, le diffuseur ukrainien répond à ces propos, soulignant que l'Ukraine a toujours respecté la législation des pays hôtes des Concours précédents, et exprimant également son regret que le Concours soit manipulé à des fins politiques. Selon le diffuseur ukrainien, l'UER tente d'interférer dans les lois du pays en faveur de la candidate russe. Le diffuseur considère également la menace d'Ingrid Deltenre comme étant contraire aux valeurs du Concours. Enfin, UA:PBC demande à l'UER de ne pas intervenir et de respecter la souveraineté de l'État ukrainien,. Le président ukrainien, Petro Porochenko, considère le choix de le chanteuse russe comme une provocation délibérée. Entre-temps, la participante russe a commencé le tournage de sa carte postale pour le Concours, malgré l'incertitude planant encore sur sa participation.
Finalement, le 13 avril 2017, juste un mois avant la finale, le pays se retire, faute d'un accord entre l'UER et le diffuseur hôte, UA:PBC.
La Russie devait initialement participer à la deuxième demi-finale, le 11 mai 2017.